# Los Caballeros de Esmeralda
Los Caballeros de Esmeralda es una epopeya que se desarrolla en un mundo olvidado y en un tiempo remoto. Relata la historia de Kira, la niña malva concebida por la reina Fan de Shola tras ser violada por Amecareth, el Emperador Negro. 
Los caballeros de Esmeralda deberán librar duros combates para proteger a Kira, a fin de que se cumpla la profecía que vaticina la muerte de Amecareth y la destrucción de su imperio.
La historia se sitúa en el reino de Enkidiev, que consta de 16 regiones: Shola, Sombra, Espíritus, Elfos, Ópalo, Hada, Rubí, Plata, Jade, Cristal, Esmeralda, Verilo, Zenor, Perla, Turquesa y Fal.
Esmeralda es el reino donde se encuentra la sede de los Caballeros de Esmeralda. Allí son conducidos niños de edades comprendidas entre los 4 a 6 años con ciertas habilidades o tendencias mágicas y llevan un régimen estricto de estudios y aprendizaje de armas. A los 9 años (en el tercer libro dicen 11), son llamados a ser escuderos. Y tras servir durante 7 años pueden convertirse en Caballeros.
Las vestiduras constan de una túnica verde, una coraza con la cruz de Esmeralda, daga, espada y capa. 
Dentro de los poderes que se describen está la telepatía, ignición, telequinesia y transformación.
Consta de 12 volúmenes en los que participan magos, elfos, hadas y brujos. Está dirigida a todos los amantes de la literatura fantástica y como pone en el reverso del libro "a las personas que conservan un espíritu caballeresco".

## Personajes
- Wellan: comandante de los Caballeros de Esmeralda, de carácter orgulloso y altivo.
- Kira: hija de la mujer a la que Wellan ama y del señor de los insectos. Es una niña de piel malva y uñas afiladas, de carácter curioso.
- Abnar, el Mago de Cristal: maestro de magia de 500 años que dio poder a los primeros caballeros esmeralda y adiestro a los actuales.
- Esmeralda I: rey del reino Esmeralda.
- Ellund: mago del reino Esmeralda.
- Fan de Shola: maestra de magia, inmortal y reina difunta del reino Shola.
- Rey Shill: marido de Fan de Shola.
- Bergeau: caballero de los Caballeros de Esmeralda, de gran fuerza, proviene de los desiertos.
- Chloé: caballera de los Caballeros de Esmeralda, muy disciplinada, prefiere la paz antes de luchar.
- Dempsey: caballero de los Caballeros de Esmeralda, marido de Chloé, sensible a la magia.
- Falcon: caballero de los Caballeros de Esmeralda, teme las leyendas y a la oscuridad.
- Jasson: Caballero justo de los "Caballeros de Esmeralda" emperador del gran liderazgo y visión conquistadora.
- Sento:
- Bridgess:
- Buchanan:
- Kerns:
- Kevin:
- Nogait:
- Wanda:
- Wimme:
- Normar:
- Jahonne:
- Sage:
- Onyx:
- Asbeth: brujo de elevado poder procedente de una isla de hombres-pájaro, es mitad hombre-pájaro y mitad insecto.
- Amecareth: es el Emperador Negro, domina su continente en el que las jerarquías son similares a las de una colmena de insectos, posee grandes poderes mágicos y el tiempo no significa nada para el.
- Narvat: nombre que le concede Amecareth a Kira.
- Lassa: el portador de la luz.